# Salvatorcollege
Het Salvatorcollege is een middelbare school in het Belgische Hamont. Het Salvatorcollege werd opgericht en beheerd door de Salvatorianen, die er ook een klooster hadden. Het complex bevindt zich in de buurtschap 't Lo, ten zuiden van Hamont in de Belgische provincie Limburg.

## Geschiedenis
In 1898 werd in België de derde Salvatoriaanse stichting opgezet, en wel een kleinseminarie. De oprichting gebeurde op initiatief van de stichter van de Salvatorianen Franciscus Maria van het Kruis. In 1900 arriveerden de eerste paters. Het klooster werd gebouwd op een terrein van 30 ha, dat door baron Joseph de l'Escaille, bewoner van het naburige kasteel, werd geschonken. In 1902 werd het klooster ingewijd en in 1903 opende het college.
In 1914 werd een tweede kloostervleugel gebouwd, waarin werkplaatsen gehuisvest werden ten dienste van de opleiding van missionarissen, die in Assam zouden gaan werken. De plannen gingen, ten gevolge van de Eerste Wereldoorlog, niet door. Tijdens de Tweede Wereldoorlog werd het gebouw enige tijd door de bezetter, en later ook door de bevrijders, als onderkomen gebruikt.
Na de Tweede Wereldoorlog werd het college uitgebreid met tal van nieuwe gebouwen en lokalen. Het werd geleidelijk een middelbare school voor jongens, Salvatorcollege genaamd, met een gymnasium en - sinds 1970 - ook een moderne afdeling. In 1981 werd het schoolcomplex opnieuw uitgebreid. In 1983 volgde fusie met het Instituut Maria Middelares in Hamont. en in 1984 werd er nóg eens een nieuw schoolgebouw geopend. In 1999 werd de Sint-Willibrordscholengemeenschap opgericht, waartoe zes Noord-Limburge scholen, waaronder het Salvatorcollege, behoren. In 2003 kreeg deze scholengemeenschap de naam WICO, waardoor in 2004 alle scholen uit de gemeenschap een andere naam kregen. Salvatorcollege wordt sindsdien WICO campus Salvator genoemd. 
Naast het klooster en het schoolcomplex, is er ook een internaat. Het internaat werd opgericht door de Salvatorianen. Tegenwoordig maakt het deel uit van de scholengemeenschap WICO. Daarnaast was er vroeger ook een boerderij, die in 1948 nog werd gemoderniseerd maar sinds 2000 niet meer uitgebaat werd. In 1974 en 1980 kwamen er gebouwen voor de Salvatoriaanse Hulpactie bij. Aan het klooster ligt een park in Engelse landschapsstijl, waarin zich ook een begraafplaats voor de overleden paters bevindt.
Het Salvatorcollege is geen beschermd monument, maar werd wel opgenomen op de Inventaris van het Bouwkundig Erfgoed.

## Bekende oud-leerlingen
- Jonathan Holslag
- Marc Hendrikx
- Roeland Hendrikx